# Vitrey-sur-Mance
Vitrey-sur-Mance é uma comuna francesa na região administrativa de Borgonha-Franco-Condado, no departamento de Alto Sona. Estende-se por uma área de 13,48 km². Em 2010 a comuna tinha 289 habitantes (densidade: 21,4 hab./km²).
É a cidade onde Jacques de Molay, por volta de 1243/1244 e 1249/1250, nasceu.